# Rokiškis
Rokiškis je okresní město v Panevėžyském kraji v Litvě. Leží na řece Laukupė 60 km severně od Uteny a nedaleko lotyšských hranic. Žije zde přibližně 12 tisíc obyvatel, z toho přes devadesát procent tvoří Litevci.
První písemná zmínka pochází z roku 1499. Rokiškis byl majetkem rodu Tiesenhausenů.
Ve městě sídlí firma Rokiškio sūris, založená v roce 1925, která patří k největším litevským výrobcům sýra. Prochází jím železnice Daugavpils-Liepaja. Místními památkami jsou zámek Rokiškio dvaras a novogotický kostel svatého Matěje.
Před druhou světovou válkou tvořili čtyřicet procent obyvatel Židé. Ve městě byl odhalen pomník obětem holocaustu.
Narodil se zde letec Jakov Smuškevič, první Žid, který získal titul Hrdina Sovětského svazu.
Od roku 1883 až do své smrti působil v tamější varhanní a hudební škole jako ředitel Rudolf Liehmann (litevsky Rudolfas Lymanas), český hudebník a hudební pedagog, syn varhaníka a hudebního učitele Antonína Liehmanna ze Zlonic. Od roku 1991 nese škola jeho jméno Rokiškio Rudolfo Lymano muzikos mokykla  (Rokiškiská hudební škola Rudolfa Liehmana).

## Sport
- FK Rokiškis fotbalový klub;